# Huuuge Games
Huuuge Games – globalny producent gier typu free-to-play i wydawca gier na urządzenia mobilne i platformy internetowe.  Jest amerykańską spółką podlegającą prawu stanu Delaware. Firma najbardziej znana jest z gier z segmentu social casino. Tego typu gry oferują rywalizację pomiędzy graczami w czasie rzeczywistym w pokera i inne gry karciane oraz w jednorękiego bandytę (ang. slot). Gry social casino nie umożliwiają wymiany zdobytych w punktów/żetonów na prawdziwe pieniądze. Firma tworzy także gry z segmentu casual. W gry Huuuge Games grają gracze ze 195 krajów, z czego dziennie aktywnych jest ponad 1 milion użytkowników, a miesięcznie ponad 5 milionów.
Działalność Huuuge Games podzielona jest na trzy oddziały:
- Mighty – gry z segmentu social casino,
- Brave – gry z segmentu casual (działalność wydawnicza),
- HuuugeX – innowacyjne gry nowej generacji z segmentu casual.

Firma zarabia zarówno na reklamach wyświetlanych w swoich grach jak i na mikropłatnościach. Zakupy w grach stanowią niemal 99% całkowitych przychodów spółki. Przychody Huuuge Games pochodzą głównie ze Stanów Zjednoczonych (59% w pierwszych 9 miesiącach 2020 r.).
Huuuge Games jest drugą spółką na GPW, która podlega prawu stanu Delaware. Wcześniej na warszawskiej giełdzie zadebiutowała już spółka Silvair. W efekcie jej akcjami inwestorzy indywidualni mogli handlować jedynie za pośrednictwem domów maklerskich, które spełniają wymagania Kategorii 3 Regulacji S oraz Zasady 144A na podstawie amerykańskiej Ustawy o papierach wartościowych z 1933 r., z późn. zm. (ang. Regulation S under the United States Securities Act of 1933). Zarząd GPW zniósł te ograniczenia 04.03.2022 r. Poza tym zmieniono nazwę skróconą z HUUUGE-S144 na HUUUGE oraz oznaczenie HUGE na HUG.
Po sesji 17.09.2021 r. Huuuge Games weszło w skład indeksów mWIG40 i mWIG40TR, zastępując spółkę Stalprodukt. Tę samą spółkę zastąpiło w indeksie WIG-ESG po sesji 17.12.2021 r. oraz spółkę PlayWay w indeksie WIG.GAMES.
Huuuge Games aktywnie uczestniczy w wydarzeniach branżowych jak Digital Dragons czy PGA. Organizuje także własny game jam.

## Historia
Za początki Huuuge Games można uznać rok 2002, kiedy Anton Gauffin z Finlandii, założyciel Huuuge Games, rozpoczął swoją pierwszą działalność. Była to spółka Gamelion, która zajmowała się produkcją gier dla takich przedsiębiorstw jak: Sony, EA Games, Namco Bandai czy Nokia. Pierwsze polskie studio powstało w Szczecinie w 2006 roku. W tym samym roku wprowadzono na rynek grę piłkarską 3D FIFA Soccer na system operacyjny Nokia Symbian. Był to początek dłuterminowej i zyskownej współpracy z EA Mobile.
W 2007 roku Anton Gauffin sprzedał przedsiębiorstwo i udał się do Doliny Krzemowej, poszukując kolejnych inspiracji. Zespół Gamelion w dalszym ciągu tworzył gry aż do roku 2014, kiedy Anton bogatszy o kolejne doświadczenia postanowił wrócić do Polski. Po powtórnym wykupieniu spółki zmienił jej profil działalności. Gamelion stał się studiem niezależnym i 11.02.2015 r. zmienił nazwę na Huuuge Games, stając się spółką prawa stanu Delaware. W 2015 roku premierę miała gra Huuuge Casino, a w 2016 Billionaire Casino.
Przedsiębiorstwo jest wspierane przez koreańskie fundusze inwestycyjne (Korea Investment Partners) i systematycznie zwiększa swój udział w rynku. W 2017 roku przekroczyło próg 100 mln USD przychodów. W 2018 otwarto wiele nowych biur i przekroczono próg 200 mln USD przychodów. W latach 2017–2019 przychody spółki rosły średnio o 30,6% w skali roku (CAGR). W ramach swojej strategii "buduj i kupuj" (ang. Build & Buy), spółka przejęła twórcę gry Bow Land – Double Star Oy (ostateczna łączna wartość transakcji nie powinna przekroczyć 35 mln USD), studio TreasureHunt (za niecałe 5 mln USD), a także przedsiębiorstwo zajmujące się interaktywnymi reklamami – Playable Platform (również za niecałe 5 mln USD). W 2020 roku została wymieniona wśród 50 największych producentów gier mobilnych, a w 2021 roku wśród 10 największych wydawców na platformy mobilne w regionie EMEA.
W 2022 roku przedsiębiorstwo postanowiło przeznaczyć milion złotych na wsparcie poszkodowanych w wyniku inwazji Rosji na Ukrainę.

## Debiut giełdowy
Amerykańska spółka zdecydowała się zadebiutować na polskiej giełdzie. Za powody tej decyzji Anton Gauffin podał zarówno wielkość zespołu w Polsce (wówczas ponad 400 z 600 pracowników) oraz fakt, że po Japonii jest to druga co do wielkości giełda dla producentów gier na świecie.

### Finansowy sukces
Dla inwestorów instytucjonalnych budowano księgę popytu, która była zaplanowana na okres 27.01.2021 r. – 04.02.2021 r., ale została w pełni pokryta w ciągu pierwszej godziny. Ostateczna cena oraz liczba akcji zostały ustalone 05.02.2021 r. Poprzedzające debiut giełdowy zapisy na akcje skutkowały w przypadku inwestorów indywidualnych (28.01.2021 r. – 03.02.2021 r.) redukcją na poziomie 96,96%. Taki sam poziom redukcji dotyczył inwestorów instytucjonalnych. Innymi słowy: 

inwestorzy chcieli kupić aż 33 razy więcej akcji spółki niż oferowano.

W efekcie była to druga co do wielkości redukcja w historii GPW. Aktualny rekord to 98,5% w przypadku People Can Fly. Poprzedni rekord od listopada 2009 należał do PGE i wynosił 96,5%. Poza tym było to największe IPO w branży gier mobilnych w Europie.
W zapisach wzięło udział 20 329 inwestorów indywidualnych, zapisując się na 54,7 mln akcji. Przy cenie 50 zł za sztukę, wartość tych zapisów wyniosła około 2,7 mld zł, czyli więcej niż wynosiła cała wartość oferty (zarówno dla inwestorów indywidualnych i instytucjonalnych). Na akcje zapisało się także 125 inwestorów instytucjonalnych.
Ostatecznie inwestorom indywidualnym sprzedano 1,66 mln akcji (4,5% całej oferty), a instytucjonalnym 31,65 mln akcji. Przy cenie 50 zł za sztukę, całkowita wartość pierwotnej oferty wyniosła 1,67 mld zł (około 371 mln EUR/422 mln USD), a kapitalizacja spółki wyniosła 4,2 mld zł (około 1,1 mld USD). Firma pozyskała w ten sposób z emisji nowych akcji około 565 mln zł brutto (około 150 mln USD). Spółka w przygotowanym prospekcie emisyjnym oszacowała, że wpływy z emisji nowych akcji już po odjęciu kosztów i wydatków związanych z ofertą wyniosą do około 140 mln USD. Pozostałe 1,1 mln zł stanowią istniejące akcje. Już przy wcześniejszych szacunkach wartości oferty publicznej do ok. 1,5 mld zł (ze względu na duże zainteresowanie spółka zdecydowała się zwiększyć pulę), oznaczało to największą ofertę firmy z branży gier w historii polskiej giełdy. Akcje zostały przydzielone 10.02.2021 r.

### Organizacja debiutu
Rola Globalnych Współkoordynatorów i Współprowadzących Księgę Popytu przypadła Credit Suisse Securities Sociedad de Valores, SA i J.P. Morgan AG, a rola Współprowadzącego Księgę Popytu i Firmy Inwestycyjnej – Ipopema Securities. Inwestorzy indywidualni mogli zapisywać się na akcje firmy za pośrednictwem: Ipopema Securities, mBank – Biuro Maklerskie, Biuro Maklerskie PKO BP, Dom Maklerski Banku Ochrony Środowiska, Dom Maklerski BDM S.A. oraz Noble Securities.
Datę debiutu wyznaczono na 19 lutego 2021 r. (trzeci z kolei debiut na rynku GPW w 2021 roku – po Answear i Photon Energy, a także 435. spółka notowana Głównym Rynku i 15 w sektorze gier). Przed fazą ciągłych notowań od 9:30 (określającą kurs otwarcia) zaplanowano nietypową fazę przed otwarciem (8:30-9:30). TKO okazał się równy cenie z zapisów, czyli 50 zł. Na koniec dnia debiutu zaplanowano kolejno: fazę przed zamknięciem (16:50-17:00), fazę zamknięcia – określającą kurs na zamknięciu (17:00) i fazę dogrywki (17:00-17:05). Spółka tego dnia znalazła się w grupie notowanych 4 największych firm z branży tworzenia gier na GPW (wraz z takimi firmami jak: CD Projekt, PlayWay i Ten Square Games) przy całkowitym obrocie akcji na poziomie 626 mln zł (całkowity obrót wszystkich akcji na polskiej giełdzie wyniósł tego dnia 1,38 mld).

### Skutki debiutu
Huuuge Games zadeklarowało, że ok. 90-95% pozyskanych środków chce przeznaczyć na realizację strategii "Buduj i Kupuj". Pozostałe środki mają być przeznaczone m.in. na rozwój nowych gier, marketing i pozyskiwanie nowych użytkowników, a także na dalszą działalność wydawniczą w zakresie gier.
Po debiucie jej dyrektorów oraz część pozostałych akcjonariuszy obowiązują ograniczenia w sprzedaży akcji spółki (tzw. umowa lock-up). W przypadku Huuuge Games, Antona Gauffina oraz Big Bets OÜ (firmy Antona Gauffina) wynosi on 360 dni oraz do 180 w pozostałych przypadkach.
Łączne koszty przeprowadzenia oferty wyniosły spółkę 7 371 600 USD (około 28 729 337 zł). Oznacza to, że średni koszt w przeliczeniu na akcję wyniósł 0,65 USD (około 2,54 zł).

## Gry
Średnia długość pojedynczej sesji w przypadku najlepszych gier mobilnych w swoich gatunkach dochodzi nawet do 90 minut dziennie. Huuuge Games ma w swoim portfolio gry z 5 gatunków o najdłuższej średniej – kolejno: karciane, planszowe, kasynowe, puzzle i casual. Spółka oferuje gry na takich platformach jak Apple App Store, Google Play, Amazon Appstore oraz Facebook.
Większość gier spółki ma na koncie co najmniej 1 mln pobrań w Google Play oraz średnią ocen powyżej 4,5. Najważniejsze tytuły firmy to Huuuge Casino i Billionaire Casino, które generują około 95% przychodów. W dniu przygotowania prospektu Huuuge Casino zajmowało 12 pozycję w App Store i 6 w Google Play wśród gier typu social casino pod względem przychodów. W tej samej kategorii Billionaire Casino zajmowało 27 pozycję w App Store i 17 w Google Play. Zarówno Huuuge Casino jak i Billionaire Casino mają ponad 10 mln pobrań w Google Play.
W pierwszym kwartale 2023 r. Huuuge Games utworzyło zespoły "Huuuge Pods", których zadaniem jest koncentrować się na rozwoju nowych gier. Spółka będzie pracować nad tytułami na wiele platform - w tym na PC/Steam.

### Własne produkcje
Lista gier wyprodukowanych przez Huuuge Games:
- Huuuge Casino (Android, iOS, Amazon Appstore)
- Billionaire Casino (Android, iOS, Amazon Appstore)
- Stars Slots Casino (Android, iOS)
- DreamWorks Trolls Pop (Android, iOS)
- Luna's Quest Bubble Shooter (Android, iOS) – wcześniej znana pod nazwą: Huuuge Bubble Pop Story

Gra DreamWorks Trolls Pop została ogłoszona jedną z 5 najlepszych gier na Google Play w kategorii Pick Up & Play za 2020 rok.
Gry pod marką Coffee Break Games wydawane są na oddzielnych kontach:
- Dominos Party (Android, iOS)
- Szachy – Chess Stars (Android, iOS) – wydawana pod marką Coffee Break Games, ale stworzona i wspierana przez Turbo Labz[43][44]
- Warcaby (Android, iOS)
- Solitaire & Puzzles (Android, iOS)
- Sudoku (Android, iOS)

### Huuuge Publishing
Poza własnymi produkcjami Huuuge Games ma też w swoim portfolio gry z działalności wydawniczej:
- Traffic Puzzle (Android, iOS) – stworzona przez Picadilla[45], ale od 27 kwietnia 2021 r. jest własnością Huuuge Games (w wyniku zakupu za kwotę za kwotę 38,9 mln USD)[46]; wciąż jest dostępna do pobrania, ale nie jest już rozwijana, a spółka nie planuje inwestować w jej marketing (Huuuge Games dokonało odpisu na kwotę 26,1 mln USD[47]
- Solitaire Tripeaks: Adventure Journey (Android, iOS) – wspierana przez Cherrypick Games[48][49]
- Transport it! (Android, iOS) – wspierana przez Mobile Monsters[50]

Pierwszą grą opublikowaną we współpracy z zewnętrznym studiem było Traffic Puzzle. Przychód w wysokości 1 mln USD został wygenerowany w ciągu 8 tygodni od momentu opublikowania jej w Google Play.

## Biura
Miasta, w których swoje biura ma Huuuge Games:
- Amsterdam
- Bydgoszcz
- Helsinki
- Londyn
- Limassol
- Szczecin
- Tel Awiw-Jafa
- Warszawa

## Rada dyrektorów
Aktualnie w radzie dyrektorów spółki zasiada 5 osób:
- Anton Gauffin – Dyrektor Generalny i dyrektor wykonawczy, prezes Huuuge Inc.[1][2]
- Henric Suuronen – Dyrektor niewykonawczy, doradca strategiczny spółki oraz jeden z inwestorów w spółkę
- John Salter – Dyrektor niewykonawczy, zasiadający także w radzie dyrektorów DraftKings, Zumba Fitness, Huuug i Beachbody oraz spółek z portfela The Raine Group, której jest współzałożycielem i partnerem
- Krzysztof Kaczmarczyk – Dyrektor niezależny, Prezes Komitetu Audytu
- Tom Jacobsson - Dyrektor niezależny, będący także dyrektorem generalnym Dunning, Kruger & Associates

Wcześniej w radzie dyrektorów zamiast Toma Jacobssona zasiadał Rod Cousens, jako dyrektor niezależny, a także Starszy Doradca The Raine Group.